# Список умерших в 1504 году
В этой статье представлен список известных людей, умерших в 1504 году.
См. также: Категория:Умершие в 1504 году

## Февраль
- 17 февраля — Эберхард II — второй герцог Вюртембергский (1496—98), двоюродный брат Эберхарда V (I) Бородатого.

## Апрель
- 18 апреля — Филиппино Липпи — итальянский живописец эпохи Возрождения, сын Филиппо Липпи.

## Июнь
- 6 июня — Паисий Угличский — русский святой, живший в Угличе.
- 19 июня — Бернхард Вальтер — известный немецкий астроном, ученик Региомонтана.

## Июль
- 2 июля — Стефан III Великий — господарь, один из самых видных правителей Молдавского княжества.
- 29 июля — Томас Стэнли, 1-й граф Дерби — рыцарь ордена Подвязки, король острова Мэн, английский пэр, отчим короля Англии Генриха VII.

## Октябрь
- 2 октября — Кассиан Грек — православный святой, почитаемый в лике преподобных.

## Декабрь
- 6 декабря — Джорджо Скьявоне — далматинский художник.
- 27 декабря — Иван Васильевич Курицын — дьяк и дипломат на службе царя Ивана III.